# 水無世燐央
水無世燐央（日语：／ Minase Rio），是Holostars所属的一位日語虚拟主播，於2022年3月30日出道。

## 人物概述
水無世燐央是Holostars UPROAR!!的成員。外觀設定為幽靈，角色設定為一位無所事事的幽靈，雖然不擅長面對自己以外的幽靈和可怕的事物，但因封魔的邀請，決定再次以成為偶像為目標。
水無世燐央的角色設計者為。直播內容以遊戲、歌唱與雜談為主。

## 活動歷史
2022年3月19日 Holostars在「Hololive SUPER EXPO 2022」上展出了新組合「UPROAR!!」的宣傳 PV 與等身大立牌，同步在官方推特上釋出四人的簡介資料。同年3月30日，水無世燐央於YouTube上正式出道。
2022年8月5日，夏日服裝發布。同年11月5日，公布3D模型並进行直播。
2023年1月2日，正月服裝發布。

## 參與活動

### holostar 全體直播
- HOLOSTARS 5th Anniversary Live -Movin’ On!-（日语：HOLOSTARS 5th Anniversary Live -Movin’ On!-）（2023年6月8日）[10]

### holostar UPROAR!! 直播
- holostar UPROAR!! 一周年紀念 Live（2023年3月31日）[11][12]

### 其他活動
- Jump UPROAR!!（ジャンプアップロー‼）[13][14]
- Hololive Meet 2024 海外活動年度大使。[15][16]

## 音樂作品

### 個人
|      | 發布日期     | 樂曲名稱  | 數位媒體規格產品編號 | 備註   |
| ---- | ------------ | --------- | -------------------- | ------ |
| 單曲 |              |           |                      |        |
| 1    | 2023年4月1日 | Come Over | CVRD-276             | </ref> |

## 外部連結
- 水無世燐央在hololive的官方主頁 （页面存档备份，存于） （日語）
- YouTube上的Rio Ch. 水無世燐央 - UPROAR!! -頻道（英文）
- 水無世燐央的X（前Twitter）